# Matt Lojeski
Matthew Thomas "Matt" Lojeski, (Racine, Wisconsin, 24 de julio de 1985) es un jugador de baloncesto estadounidense nacionalizado belga. Con 1.98 metros de estatura, juega tanto en la posición de Escolta como en la de Alero en el AEK B. C. de la A1 Ethniki. Es internacional absoluto con Bélgica.

## College
Después de jugar en el St. Catherines High School en Racine, Wisconsin, Lojeski jugó en el Eastern Wyoming College de 2003 a 2005 y en los Hawaii Rainbow Warriors de 2005 a 2007.

## Carrera profesional
Comenzó su carrera en Europa en 2007, en el Generali Okapi Aalstar belga, donde permaneció
hasta 2009 y donde ganó su primer MVP de la Liga en 2009.
Después fichó por Telenet Oostende donde gana dos copas (2010, 2013), y dos ligas (2012, 2013), además en 2013 es galardonado la misma temporada con el segundo MVP de la Liga para él y con el MVP de la Copa. En la Eurocup 2012-3013 fue el Mejor Jugador de la primera jornada con 34 de valoración. En su paso por Bélgica fue uno de los mejores jugadores de la liga.
El 31 de julio de 2013 firmó un contrato de dos años con el que era el campeón de las dos últimas Euroliga, el Olympiacos B.C.. En noviembre de 2014 renovó su contrato hasta 2017. Con Olympiacos ha sido campeón de liga y subcampeón de la Euroliga en 2015.
En julio de 2020, firma con el AEK B. C. de la A1 Ethniki.

## Selección nacional
Lojeski recibió la nacionalidad belga en mayo de 2013, haciéndole poder ser convocado para jugar con Bélgica. Después de jugar en varios amistosos de preparación, fue seleccionado para jugar con Bélgica el Eurobasket 2013 en Eslovenia. Sin embargo, no pudo jugar el torneo, debido a una lesión.
Participó en el Eurobasket 2015, donde Bélgica estuvo encuadrada en el Grupo D, junto a Estonia, Lituania, Ucrania, República Checa y Letonia.

## Estadísticas

### Euroliga
| Año     | Equipo     | PJ | PT | MPP  | %TC  | %3P  | %TL  | RPP | APP | ROB | TPP | PPP  | Val. |
| ------- | ---------- | -- | -- | ---- | ---- | ---- | ---- | --- | --- | --- | --- | ---- | ---- |
| 2013–14 | Olympiacos | 29 | 13 | 25.0 | .518 | .430 | .778 | 4.0 | 2.0 | .6  | .1  | 11.1 | 12.6 |
| 2014–15 | Olympiacos | 25 | 7  | 24.2 | .489 | .432 | .625 | 3.8 | 1.6 | 1.0 | .3  | 9.5  | 10.6 |
| 2015–16 | Olympiacos | 11 | 3  | 21.6 | .506 | .450 | .813 | 3.5 | 2.5 | .5  | .1  | 10.1 | 12.0 |
| 2016–17 | Olympiacos | 26 | 2  | 21.4 | .494 | .420 | .827 | 3.1 | 1.6 | .5  | .3  | 9.9  | 11.3 |
| Total   | Total      | 91 | 25 | 23.4 | .501 | .430 | .774 | 3.6 | 1.9 | .7  | .2  | 10.2 | 11.6 |